# Dogstar (desenho animado)
Dogstar (no Brasil conhecido como Dogstar, A Arca dos Cães e em Portugal Cão do Espaço) é um desenho animado, aonde a historia se passa no ano 2347, quando a raça humana parte do planeta Terra e vai para outro planeta, a Nova Terra. O desenho passa no Brasil às segundas, quartas e sextas na HBO Family, sendo o último desenho de Animais Animados. Em Portugal, passa na RTP 2 no bloco infanto-juvenil Zig Zag.

## Historia
No ano 2347, o planeta Terra estava com os mares e o ar poluídos, e foi trocado por outro planeta, a Nova Terra, mas quando os cães da Terra embarcaram na nave Dogstar, a nave deu defeito, devido a um cão e todos os cães do mundo se perderam, e somente a família Silva (Lucas, Gil, Simone, vovó, Gina e Bumba) podem resgata-los, mas um empresário ambicioso, Bob Santinho, que inventou os RobotDogs (cães robos), vai tentar impedi-los, porque se os cães voltarem, os Cães-Robôs serão deitados fora, e é por isso que o Bob, com seu filho Dino e sua guarda-costas Diana, perseguem os nossos heróis.

## Família Silva

### Lucas Silva
É o garoto mais inteligente da família, pois sabe ciências, matematica, historia, tudo. Ele possui grande intelecto e também foi o responsável por dar ao Bumba a capacidade de farejar cães a 5 anos-luz. Lucas adora seu cachorro Alberto, que está na nave Dogstar, por isso vai procura-lo. Tem só 8 anos e é muito inteligente.

### Gil Silva
É o garoto menos esperto da família, ele è um grande fã do Planet Man (Homem-Planeta), tem até a figura de ação que fala de verdade, mas o boneco não diz nada de útil (Ex:-Heróis de verdade Gil, usam cuecas). Gil se considera esperto e também o capitão da Valente (nave espacial usada pelos heróis), mas não é o líder, nem mesmo esperto.

### Simone Silva
É a filha mais velha da família Silva, ela consegue entender a língua felina e também é a gestora de relações públicas da Valente. Simone ja conheceu em uma viagem a um planeta, um garoto chamado Jason, Simone se apaixonou por ele mas nunca mais o viu (Na segunda série, ela volta a encontrá-lo). Simone também é uma garota que detesta as historias do Planet Man (Homem-Planeta) que Gil lhe conta a ela.

### Sr. e Sra. Silva
São os pais de Lucas, Gil e Simone. O pai deles é um entregador de mudanças e a mãe uma dona de casa.

### Vovó Silva
É a mãe do pai de Gil, Simone e Lucas. O seu corpo é meio robotico e também parece que tem mais de 100 anos (172 anos), pois gosta de coisas antigas. Já namorou com o homem que faz o papel do Planet Man (Homem-Planeta) e quase se casou com o mesmo.

### Alberto
È o cachorro da família, ele atualmente está dentro da Dogstar. Alberto foi o responsável pelo defeito da Dogstar, pois fez xixi num lugar que não deveria, e a nave deu defeito. No final da 1º série, ele volta para a Terra e fica com seus donos.

## Tripulantes da Valente

### Gina
Garota alienígena da espécie Gaviana, morava num asteróide de nome Gavi. Gina se juntou ao grupo após se esconder na nave, enquanto os nossos heróis escapavam de Gavi. O nome da Gina significa aquela que come olhos. Gina adora lançar pedras, tendo muita habilidade e está sempre tentando comer o Bumba, mas ninguém deixa, em um episodio chamado "Caçado", foi acusada de comer o Bumba, mas não o comeu.

### Bumba
Gato que Lincon deu a capacidade de encontrar cães a um raio de 5 anos-luz. Bumba tem grande intelecto, tão alto quando o do Lincon. Em "Pedigre", quando está falando, fica muito chato.

## Família Santinho

### Bob Santinho
É o Presidente da fábrica dos Cães-Rôbos, e quer destruir os cães do mundo para todos continuarem comprando os cães-rôbos. Tem um filho chamado Dino, e quer que este seja um grande homem do mal.

### Dino Santinho
Filho de Bob Santinho. Quer só a atenção do pai, mas Bob está sempre no trabalho.

## Tripulante da Bob Cat

### Diana
Guarda-costas de Bob Santinho, que está sempre ansiosa para atacar alguma coisa, ou alguém.

## Outros

### Zeca
É um dos robôs que dirige a Dogstar (Piloto). Parece que quando estava sendo fabricado, deixaram a sua cabeça cair e começou a pensar que era um humano. Quando a Dogstar ficou sem rumo, ele começou a brincar com Alberto. Gosta muito de sua parceira Alice.

### Alice
É a segunda pilota da nave Dogstar (Co-Piloto). Sempre tentando convençer o Zeca, que ele é um robô, mas ele não acredita.

### Frederica
É um garota que estuda na academia de Bob Santinho. Ela é a criadora original de Bumba, Lucas o roubou, mas em sua homenagem, deu o nome de Bumba ao felino cheirador de cães.

### Ramon Rangel
É o verdadeiro criador dos Cães-Rôbos. Ramom foi quem fez os planos dos cães-rôbos, mas Dino os roubou. Assim que todos saíram da velha Terra, Ramon foi deixado lá, mas não morreu, tendo encontrado os nossos herois inúmeras vezes. Ele ficou "reconstruíndo" a velha Terra, desde a vegetação ao ar, assim que todos voltaram para velha Terra, devido ao Bob Santinho com os seus cães-rôbos, o planeta nunca mais foi poluído daquela maneira, pois Ramon Rangel conseguiu reconstituir a vegetação e o ar, aos níveis necessários à vida.

## Naves

### Valente
Nave usada pelos Silva. Gil pensa que é o capitão dela, mas não é. A Valente é uma nave para famílias, por isso não tem lazers, armas, etc. O pai de Simone, Gil e Lucas usa a Valente no seu negócio de mudanças.

### Bob Cat
Nave usada por Bob Santinho. A Bob Cat foi criada para encontrar a Dogstar e destruí-la, porém tem dificuldades por causa dos Silva. De alguma maneira, ninguém na Nova Terra, perguntou por que tem lazers na Bob Cat.

### Dogstar
Nave usada para levar todos os cães do mundo para a Nova Terra, porém teve um defeito que fez com que a nave andasse sem rumo pelo espaço. A Dogstar é dirigida por Zeca e pela Ailce. Foi desenhada pelo Ramom Rangel.